# Distretto di San Buenaventura (Huánuco)
Il distretto di San Buenaventura è uno dei tre distretti della provincia di Marañón, in Perù. Si trova nella regione di Huánuco e si estende su una superficie di 86.54  chilometri quadrati.